# Winthemia miyatakei
Winthemia miyatakei là một loài ruồi trong họ Tachinidae.